# Koala Boi Kokki
Adventures of the Little Koala (яп. コアラボーイコッキィ Приключения маленькой коалы) — японский аниме-сериал, созданный телестудией Tohokushinsha Film Corporation. Мультфильм предназначен для детской аудитории. Впервые трансляция серий началась по японскому каналу TV Tokyo 4 октября 1984 года и шла до 28 марта 1985 года. В США сериал показывали по каналу Nickelodeon с 1987 по 1994 год. Мультфильм также показывали в Греции, Италии, Франции, Великобритании и во многих арабских странах. На английский и французский мультфильм был переведён канадской компанией Cookie Jar Group.
Действие происходит в маленьком лесном городке, где главным героем становится молодой зверёк-коала Колби.

## Персонажи
Колби — молодой парень-коала, главный герой сериала. Умный, предприимчивый, любознательный, спортивный. Любит сёрфинг, кататься на роликовой доске и играть в бейсбол. В японской версии зовут Кокки. Озвучивала Тосико Фудзита.
Лала — младшая сестра Колби. Очень добрая. Несмотря на то, что ещё маленькая, любит вольничать. Озвучивала Тисато Накадзима.
Вера — мать Колби и Лалы, также Мамочка. Преданная домохозяйка и прекрасный повар. За 10 лет до главных событий выиграла в самолётной гонке. Хотя сама в них не изначально не участвовала, а просто пыталась спасти пилота. Озвучивала Ёсико Асаи
Папа — отец Колби и Лалы, в кругу семьи известен как Папа. Коллеги и знакомые называют его Мэл, в английской версии Мистер Коала. Работает фотографом на журнал мисс Льюис. Мэл склонен к перееданию, из-за чего вышел замуж, чтобы жена контролировала его рацион питания. Озвучивал Хатиро Адзума.
Бетти — подружка Колби. Очень добрая, но иногда ссорится с Колби. Отношения с ним порой можно назвать непонятными.
Флоппи — кролик, лучший друг Колби. Очень весёлый, любит спорт, а также он начинающий изобретатель. Носит всегда плеер. Озвучивала Норико Наба
Пами — девочка-пингвин, лучшая подруга Колби, очень любит много есть. Мечтает стать медсестрой. Очень часто становится объектом насмешек из-за большого живота. Пами всегда носит шарф, даже в жаркую погоду. Озвучивала Юмико Сибата.
Ник — пингвин, брат-близнец Пами, а также лучший друг Колби. Имеет более спокойный характер, нежели его сестра, саркастичен. Очень любит по хулиганить и дразнить свою сестру. Носит всегда шарф и шляпку.
Мисс Льюис — молодая женщина-коала. Главный редактор собственного журнала. Ищет всегда новые истории, для написания их в статьях. Очень часто выступает в роли учителя Колби и его друзей.

## Предпосылки к созданию
В 1984 году в Токийский зоопарк Тама в западном Токио была привезена первая коала. Всего в Японию было привезено 6 коал из Австралии в знак солидарности и доброй воли. Это вызвало общественный резонанс среди японских жителей. Так интерес к данным зверькам резко возрос и началась эпоха так называемой коаломании. Помимо данного мультфильма выходил другой аниме-сериал «Фусиги но Коала» или Noozles.

## Список серий
- The Old Clock Tower / Mingle Takes A Dive
- Is Weather A Frog? / Lost In A Race
- Ghost Ship / Balloon Pamie
- The King of the Castle / Hang-Gliding With Roobear
- The Mysterious Moa Bird / Love That Baby Moa!
- Snow White and the Seven Koalas / Roobear's Invention
- Papa On Stilts / Detective Roobear
- The Dinosaur Egg / Treasure Hunt
- Pamie Falls In Love / The Koala Butterfly
- The Koala Bear Gang / Back To Nature
- Roobear Saves the Day / Editor-In-Chief Roobear
- Monster Scoop / The Biggest Jigsaw Puzzle In the World
- Who Will Be the Flower Queen? / Circus Day
- Roobear the Babysitter / Papa Makes a Pie
- The Amazing Boomerang / The Runaway Hat
- Conquering Mt. Breadknife / Save the Eucalyptus
- Mommy Can Fly / The Secret of the McGillicuddy Vase
- Heavenly Fireworks / Save that Junk
- The Winner / A Hundred-Year-Old Camera
- Nurse Pamie / Any Mail Today?
- The Writing on the Wall / A Ride In A Spaceship
- Is Mingle a Nuisance? / Allowance Problems
- A Whale of a Ride / Laura Finds An Egg
- A Broken Umbrella / Save The Butterflies
- The Moon Goddess / The Flying Doctor
- A Eucalyptus Rocket / Penguins Don't Fly